# Eleccions municipals de 2011 a Montblanc
Les eleccions municipals de 2011 a Montblanc van ser unes eleccions locals que es van celebrar el diumenge 22 de maig de 2011 a Montblanc, a la Conca de Barberà, com a part de les eleccions municipals espanyoles. Es van triar els 13 regidors de l'Ajuntament de Montblanc.

## Sistema electoral
Les eleccions als ajuntaments de l'Estat espanyol estan fixades per celebrar-se el quart diumenge de maig cada quatre anys. El sistema electoral fa servir la regla D'Hondt amb representació proporcional, llistes tancades i una barrera electoral del 5% dels vots vàlids, que inclou els vots en blanc. La votació per a l'assemblea local es basa en el sufragi universal.
En les eleccions municipals, la circumscripció electoral és el municipi i el nombre d'escons (o sigui, regidors) a triar del municipi es determina en funció del nombre d'habitants censats en aquest municipi. En el cas de Montblanc, en tenir 5.272 persones censades, l'hi correspon 13 regidors.

## Candidatures
El 26 d'abril del mateix any, la Junta Electoral de Zona de Valls va proclamar vuit candidatures del municipi de Montblanc en el Butlletí Oficial de la Província de Tarragona.
| Partit polític | Partit polític                                                            | Cap de llista | Llista de candidats |
| -------------- | ------------------------------------------------------------------------- | ------------- | ------------------- |
|                | Esquerra Republicana de Catalunya-Acord Municipal (ACM-AM)                |               | Llista              |
|                | L'Entesa-Entesa (L'ENTESA-ENTESA)                                         |               | Llista              |
|                | Convergència i Unió (CiU)                                                 |               | Llista              |
|                | Independents per Montblanc-Federació d'Independents de Catalunya (F.I.C.) |               | Llista              |
|                | Partit dels Socialistes de Catalunya (PSC-PM)                             |               | Llista              |
|                | Partit Popular Català (PP)                                                |               | Llista              |
|                | Candidatura d'Unitat Popular (CUP-PA)                                     |               | Llista              |
|                | Esquerra Unida-Izquierda Unida (EU-IA)                                    |               | Llista              |

## Jornada electoral

### Constitució de les meses
En aquell moment, Montblanc tenia una població de 7.382 habitants, dels quals 5.272 persones van ser cridades a votar en alguna de les 10 meses que es van constituir al municipi.

### Participació
La participació en aquestes eleccions va ser de 63,0%, el qual cosa implica que un total de 3.321 ciutadans del municipi van decidir exercir el seu dret a vot. Comparant aquesta participació amb la mitjana catalana, Montblanc va registrar una xifra més alta, situant-se en 8,0 punts percentuals per sobre.
A continuació, es presenta una taula amb els percentatges de participació registrats a diferents hores del dia de les eleccions:
| Hores              | Montblanc     |
| ------------------ | ------------- |
| Participació (14h) | 34,4% ( 3,9%) |
| Participació (18h) | 46,2% ( 1,4%) |
| Participació (20h) | 63,0% ( 0,3%) |